# 肖像 (馬格利特)
肖像是比利時超現實主義畫家雷內·馬格利特於1935年的油畫畫作。

## 簡介
畫作描繪了碟上的一片圓形火腿，右方放着刀叉，較遠處則放着一瓶紅酒和空杯子。這些靜物放在一暗黃色平面上，相信為一張餐桌。火腿的正中間有一隻睜開的眼睛。
靜物的透視明顯向畫作的平面傾斜，就像與觀眾對抗，或是邀請其就坐。而畫作標題可能是指眼睛所喚起的肖像，例如是豬、用餐的客人或觀眾。
此作很好的展示了馬格利特與其他超現實主義畫家的不同之處。例如達利和恩斯特經常描繪扭曲的實物和描象的形體，但他則常透過平常的物件呈現一種超現實的環境和互相的關係。
畫作曾為超現實主義畫家凱·薩奇的私人藏品。她於1956年將其捐贈給現代藝術博物館。

## 隱藏的畫
在2013年現代藝術博物館的對展覽的畫作進行檢查，並發現畫布邊緣上有與內容不對應的藍色和赭色。畫作在紐約以紅外線光譜儀及在安特衛普以XRF分析，顯示覆蓋着一個旋轉了90度的女性輪廓。Menil Collection的文物管理員文物管理員認為這是畫家1932年失蹤的作品《迷人的姿勢》的部分，這假設從後者僅存的照片得到證實。
由於馬格利特早年經濟拮据，會使用以前用過的畫布再作畫。而他便是以《迷人的姿勢》的左上方再繪出此畫作。